# André Bo-Boliko Lokonga
André Bo-Boliko Lokonga Monse Mihambo (Lobamiti, provincia de Bandundu, 15 de agosto de 1934 - Bruselas, Bélgica; 30 de marzo de 2018) fue un político de la República Democrática del Congo.

## Biografía
Bo-Boliko fue presidente de la Asamblea Nacional y más adelante Primer Comisario del Zaire entre el 6 de marzo de 1979 y el 29 de agosto de 1980, antes de pasar a la oposición y crear en 1990 el Partido Demócrata y Social Cristiano (PDSC) junto a Joseph Iléo.